# Ichigo Takano
Ichigo Takano (高野苺?, Takano Ichigo; Nagano, 11 gennaio 1986) è una fumettista giapponese.

## Biografia
Ichigo Takano nasce l'11 gennaio 1986 a Nagano. Pubblica il suo primo manga, Start nel 2002 sulla rivista shōjo Bessatsu Margaret edito da Shūeisha. Dopo la pubblicazione di numerosi manga, ottiene il successo con Dreamin' Sun, pubblicato in Giappone dal 2008 al 2011. Nel 2012 inizia a disegnare  Orange, ma la serie si interrompe nello stesso anno dal suo editore, Shūeisha. Takano quindi esita a continuare la sua carriera da mangaka. Nel 2013 grazie all'editore Futabasha l'autrice riprende Orange e quindi la sua carriera. Disegna in parallelo la serie ReCollection.

## Opere
- Start (2002)
- Ookami shonen (2004)
- Itoshi kingyo (2006)
- Shooting Star (2006)
- Bambi no tegami (2007)
- Yumemiru taiyo (2007)
- Dreamin' Sun  (2008-2011)
- Haruiro Astronaut (2011)
- Orange (2012-2015)
- ReCollection (2013-in corso)
- Chronograph. (2016)
- Kimi ni nare (2018-in corso)